# Apáca-púposszövő
Az apáca-púposszövő (Furcula bicuspis) a púposszövőfélék családjába tartozó, Eurázsiában honos éjjeli lepkefaj. 

## Megjelenése
Az apáca-púposszövő szárnyfesztávolsága 3,4-4,2 cm. Feje és vállai hamuszürkék vagy barnásszürkék, tora sötétbarna, szürke és vörhenyes rajzolattal. Potrohán világosszürke és sötétszürke gyűrűk váltogatják egymást, néha a potroh kissé sárgás. A szárnyak alapszíne krétafehér, több-kevesebb szürke vagy sárga árnyalattal. Az elülső szárnyon középén elkeskenyedő, sárgával-narancssárgával határolt, széles, sötétszürke harántsáv húzódik keresztül; a szárnycsúcsnál sötétszürke folt látható; a kettő között cikkcakkos szürke vonalak húzódnak. A szárny szegélyén és a harántsáv belső szélénél sötét pontsor található. A hátulsó szárny belső szeglete szürke, közepén sötét holdfolt látszik, peremén szintén fekete pontok sorakoznak. A fonák a fehéres peremsáv kivételével szürke alapszínű, a felszínéhez hasonló rajzolata markáns. A rojt fehér.
Petéi feketésbíbor színűek, a nőstény kisebb csoportokban rakja őket a tápnövény levelére. 
A kifejlett hernyó zöld. Hátoldalán széles - az első potrohszelvényeknél elkeskenyedő, esetleg teljesen megszűnő - sárgával szegélyezett, vörösbarna sáv fut végig, amely a 7. szelvénynél erősen kiszélesedik. Feje barna, hosszú farokvillái vörösek. Bábja feketésbarna. 

### Hasonló fajok
A kis púposszövő és a szürke púposszövő hasonlít hozzá.

## Elterjedése
Eurázsiában honos, Észak-Spanyolország és a Brit-szigetektől egészen Japánig. Délen igen ritka, a hegységekre korlátozódik. Magyarországon szórványosan fordul elő, az Alföldről és a szárazabb hegységekből-dombságokból hiányzik. Belső-Somogy ligeterdeiben és az Őrség nyíreseiben viszonylag gyakori.

## Életmódja
Ártéri erdők, ligeterdők, üde erdők, lápok lakója.   
Évente két nemzedéke nő fel, imágóit április-májusban és július-augusztusban lehet látni. Éjszaka aktív, a mesterséges fény vonzza. Hernyója nyír és éger leveleivel táplálkozik. Ritkán látni őket, valószínűleg a fák lombjának felsőbb régióiban élnek. Kifejlődve kéregdarabokkal kevert, tömött szövedékben bebábozódik. A második nemzedék bábja áttelel. 
Magyarországon védett, természetvédelmi értéke 5000 Ft.

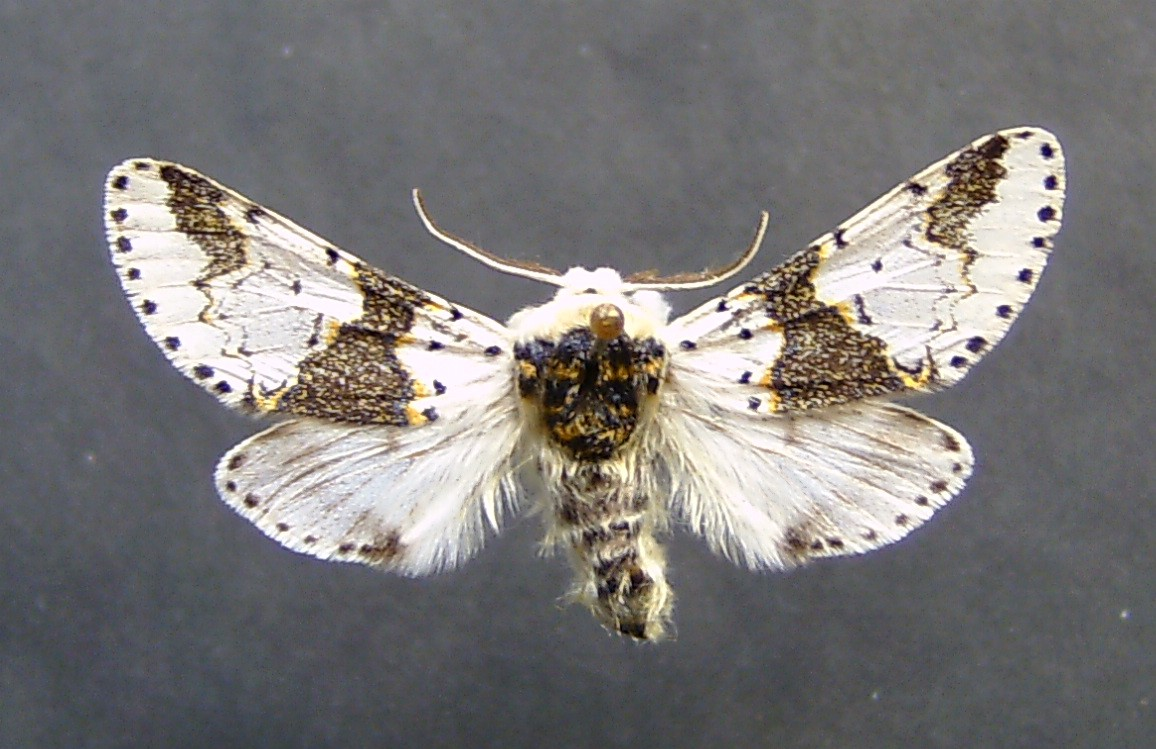
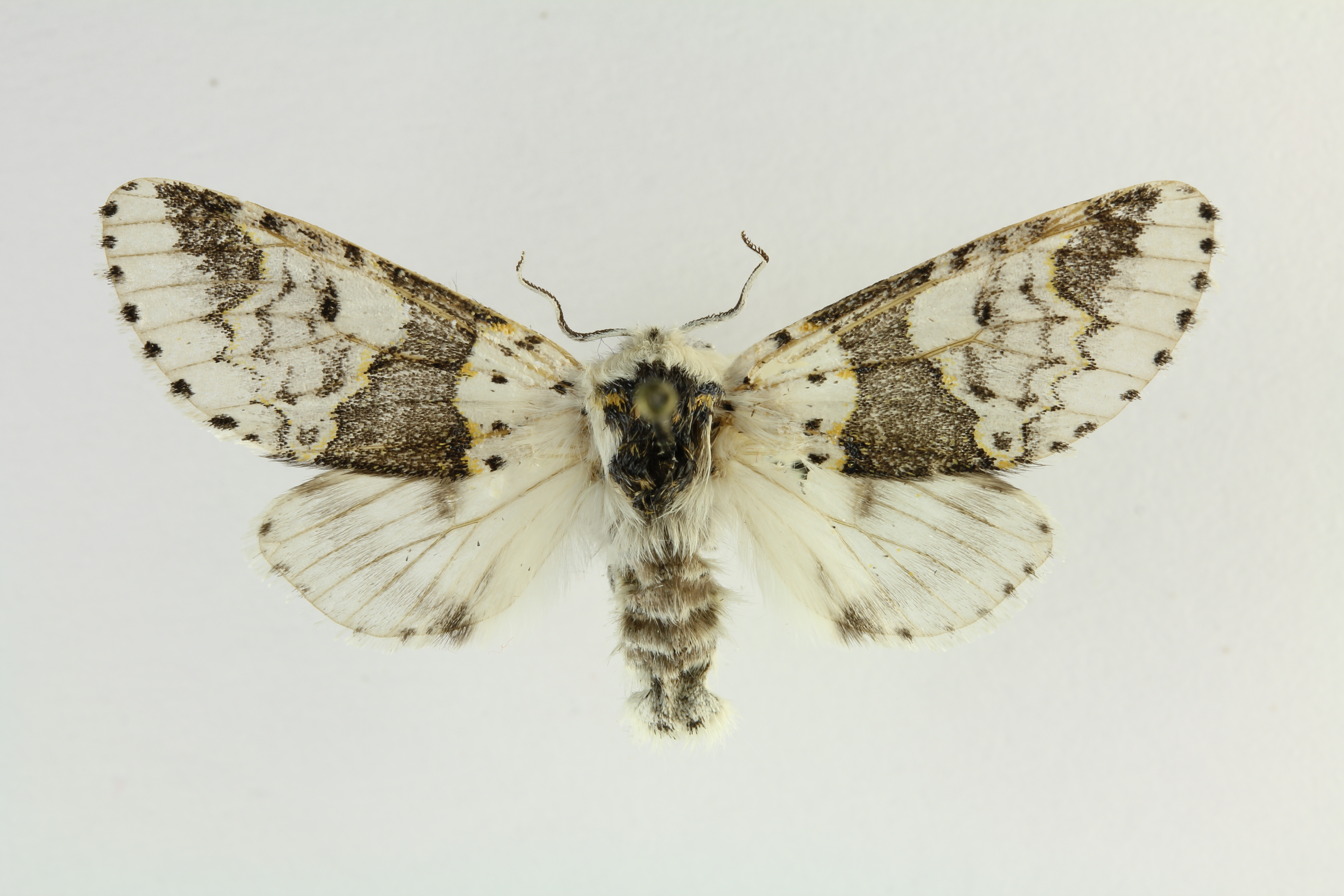
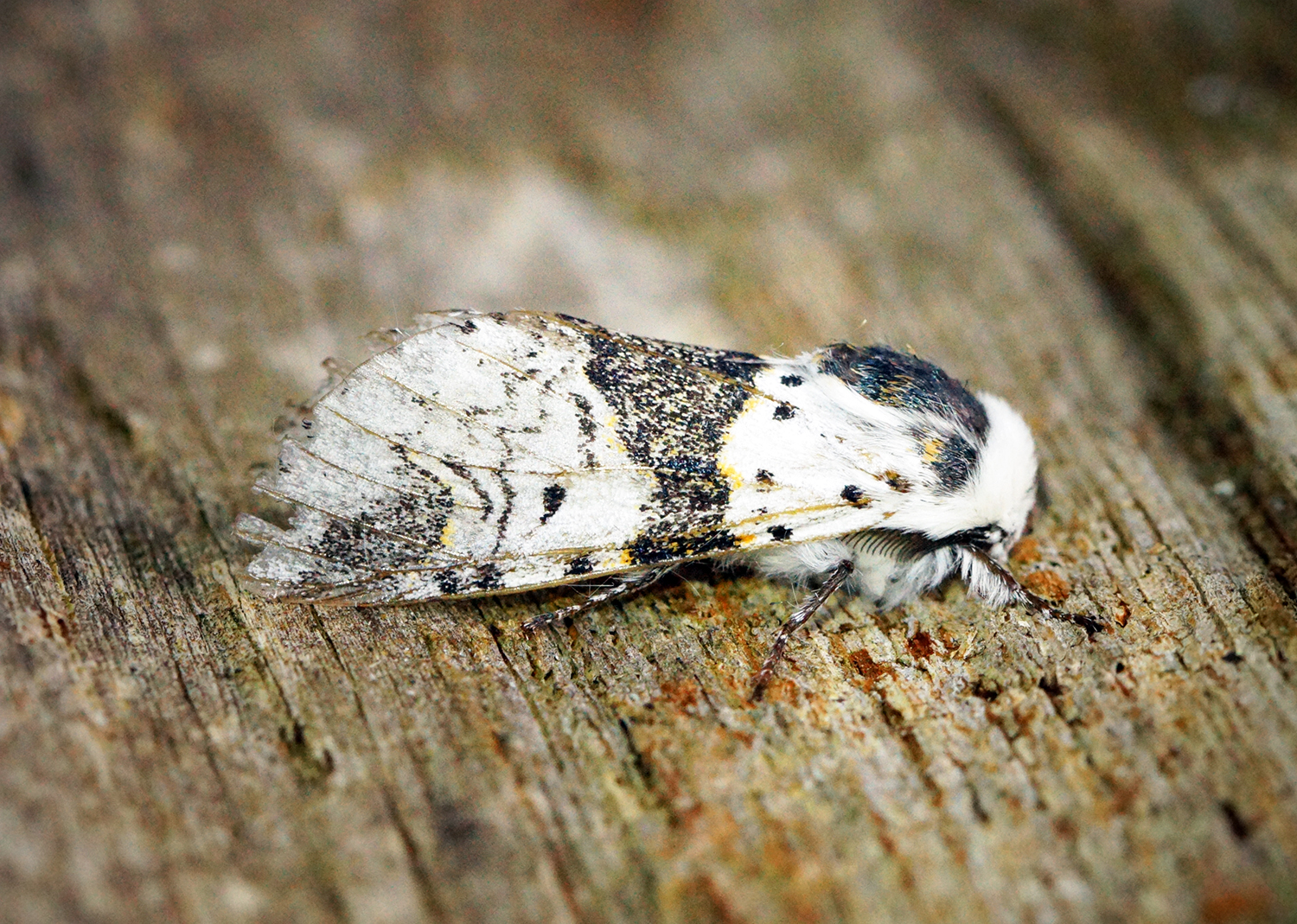
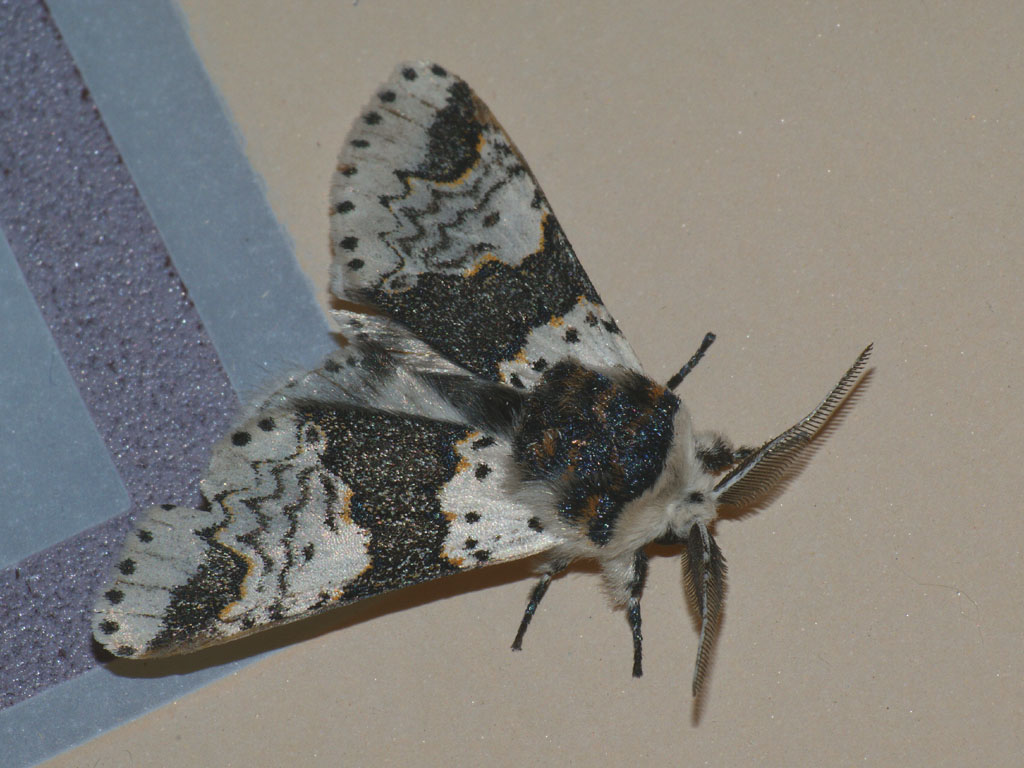
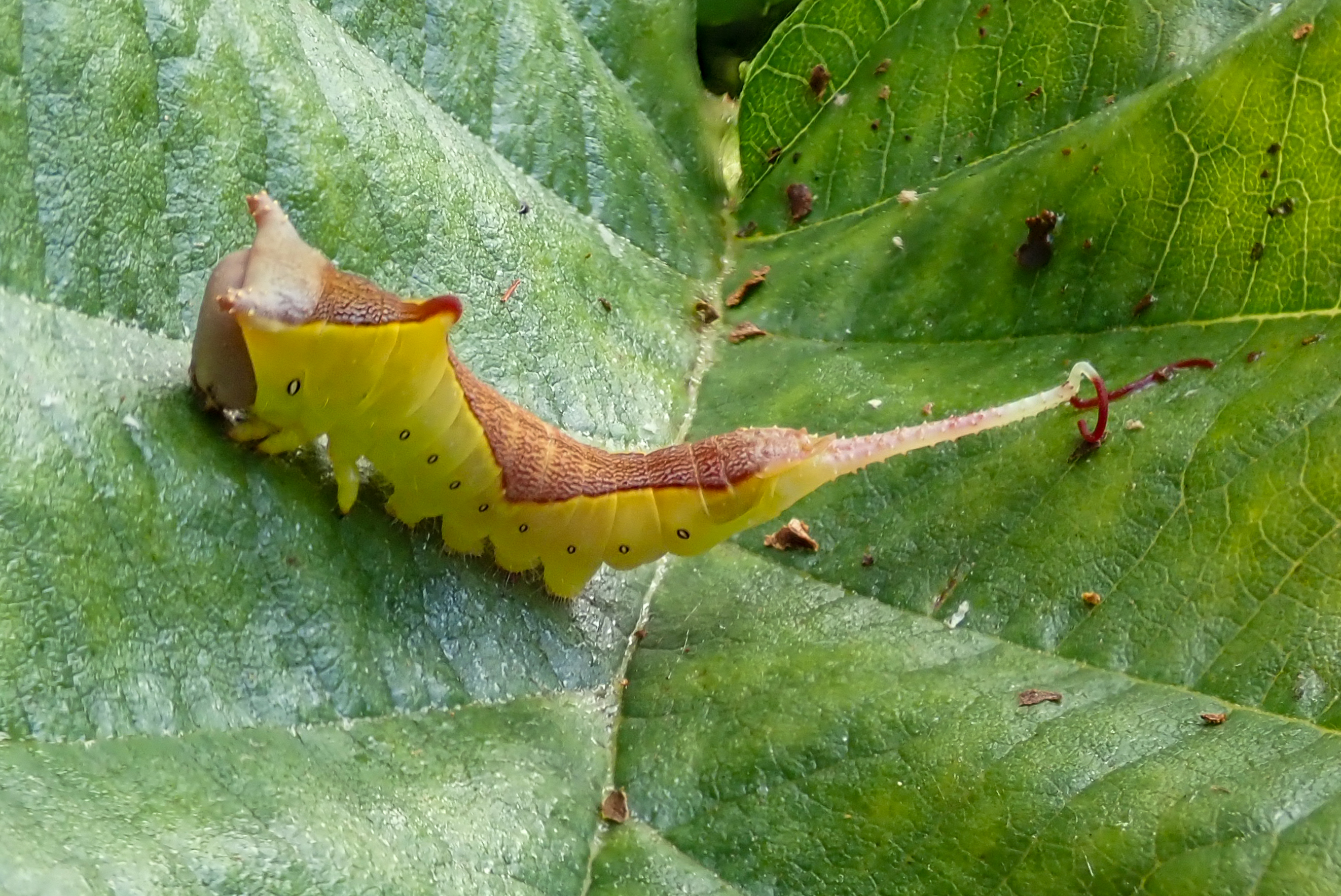